# Ophiomeliola lindmanii
Ophiomeliola lindmanii är en svampart som beskrevs av Starbäck 1899. Ophiomeliola lindmanii ingår i släktet Ophiomeliola och familjen Parodiopsidaceae.   Inga underarter finns listade i Catalogue of Life.